# Microdynerus patagoniae
Microdynerus patagoniae är en stekelart som beskrevs av Parker 1970. Microdynerus patagoniae ingår i släktet Microdynerus och familjen Eumenidae. Inga underarter finns listade i Catalogue of Life.